# Parafia Niepokalanego Poczęcia Najświętszej Maryi Panny w Wilkowie
Parafia Niepokalanego Poczęcia Najświętszej Maryi Panny w Wilkowie – parafia rzymskokatolicka w dekanacie złotoryjskim w diecezji legnickiej.
Erygowana 23 kwietnia 1972.